# ژان هلیو
ژان هلیو (به فرانسوی: Jean Helleu). سیاسی فرانسوی بود که در تاریخ ۲۶ ژوئن ۱۸۸۵ در پاریس به دنیا آمد و ۳۰ مه ۱۹۵۵ در پاریس درگذشت. وی نماینده کل فرانسه آزاد بر سوریه از ۷ ژوئن ۱۹۴۳ تا ۲۳ نوامبر ۱۹۴۳ بود.